# Йохан I (Валдек)
Йохан I фон Валдек (на немски: Johann I von Waldeck, „der Fromme“, „Pius“, * 1521 или 1522; † 9 април 1567 в дворец Ландау в Аролзен) е граф на Валдек и основател на „Новата Ландауска линия“.
Той е вторият син на граф Филип III фон Валдек-Айзенберг (1486 – 1539) и втората му съпруга Анна фон Клеве (1495 – 1567), единствената дъщеря на херцог Йохан II фон Клеве и на Мехтхилд фон Хесен-Марбург.
През 1534 г. той започва да следва с по-големия си брат Филип V в стария университет Кьолн (Universitas Studii Coloniensis). Заедно те следват от 1537 г. в университет Марбург. Брат му Филип става клерик.
След смъртта на баща му наследството се разделя през 1539 г. между Йохан I и полубрат му Волрад II, който основава „Средната Айзенбергска линия“.
Йохан I основава „Новата Ландауска линия“, която измира 1597 г.
След смъртта на Бернхард VIII фон Липе през 1563 г. той става опекун на децата му.
Йохан I е погребан в градската църква на Менгерингхаузен, днес част от град Аролзен в Хесен.

## Фамилия
Йохан се жени на 1 октомври 1550 г. в Детмолд за графиня Анна фон Липе (* 1529; † 24 ноември 1590), дъщеря на граф Симон V фон Липе († 1536) и втората му съпруга Магдалена фон Мансфелд-Мителорт († 1540). Тя е сестра на Бернхард VIII, съпругът на сестра му Катарина (1524 – 1583). Те имат децата:
- Филип VI (* 4 октомври 1551; † 8 ноември 1579 в Дармщат), домхер в Страсбург и граф на Валдек цу Ландау
- Франц III (* 27 юни 1553; † 12 март 1597 в Ландау), граф на Валдек цу Ландау, женен на 9 декември 1582 г. в Аролзен за Валпургис фон Плесе (* 15 юни 1563; † 24 март 1602 в Ландау)
- Симон (* ок. 1554; † ок. 1554)
- Анастасия (* 5 януари 1555; † 19 април 1582), омъжена на 1 март 1579 г. в Касел за граф Фридрих II фон Дипхолц († 21 септември 1585)
- Йоханес (* 1557; † млад)
- Маргарета (* 1559; † 20 октомври 1580), омъжена на 15 декември 1578 г. в Алт-Вилдунген за граф Гюнтер фон Валдек-Вилдунген (* 1557; † 23 май 1585)
- Бернхард фон Валдек (* 1561; † 11 март 1591 в Ибург), епископ на Оснабрюк (1586 – 1591)
- Агнес (* ок. 1563; † 1576 в Ландау)